# Джиммі Джамп
Джи́ммі Джамп (укр. Джиммі Стрибай) (нар. 14 березня 1976 року; справжнє ім'я Жа́уме Марке́т і Кот (кат. Jaume Marquet i Cot)) — один з найвідоміших спортивних хуліганів, або «страйкер». Народився та проживає в Каталонії, Іспанія. Крім спортивних заходів також з'являвся у фіналах «Євробачення 2010»  та «Євробачення 2018».

## Історія витівок
Дії Джиммі Джампа, як і більшості страйкерів, завжди нешкідливі та не спрямовані на зрив заходу. Мета його дій — з'явитися і як можна довше залишатися в кадрі трансляції спортивних, громадських і культурних заходів, звеселяючи тим самим публіку та збільшуючи свою популярність. Вперше Маркет зробив щось протизаконне у 18 років — проник без квитка до Лувру. Його перша поява на футбольному полі відбулася в 2002 році під час прощального матчу легендарного захисника «Барселони» Абелардо Фернандеса. Після прем'єри Жауме став називати себе прізвиськом Джиммі Джамп. На рахунку стрибуна вже більше 100 появ у центрі подій. Відзначають його часта поява і на центральних іспанських телеканалах у прямому ефірі. Працює ріелтором (за деякими даними — архітектором). Обов'язкові атрибути Джиммі — висока червона каталонська шапка (барретіна) і часто каталонський прапор у руках.

## Найвідоміші появи
- 4 липня 2004 року — на фіналі чемпіонату Європи з футболу Жауме Маркет, одягнений у чорну футболку з написом P-Romchik Drummer і червону каталонську шапку-барретіну, вибіг на поле і запустив у Луїша Фіґу прапором клубу «Барселона» на знак несхвалення його переходу в «Реал Мадрид».
- Під час півфінального матчу Ліги чемпіонів 2005—2006 між «Вільярреалом» і «Арсеналом» Джиммі вистрибнув на поле в перуці і вручив Тьєррі Анрі синьо-гранатову футболку з його прізвищем і номером 14. Через рік з невеликим Анрі перейшов у футбольний клуб «Барселона». Іспанська комісія з боротьби з хуліганством оштрафувала його на 60 тисяч євро. Тим не менше, весь штраф Стрибун не платив: частина грошей заплатила адміністрація стадіону та сам «Вільярреал» за проломи в охороні, гроші, що залишилися з особистих коштів заплатили вболівальники «Барселони» і партія незалежності Каталонії.
- У 2007 році у фіналі Ліги чемпіонів він пробіг повз гравців «Мілана» і «Ліверпуля» з грецьким прапором.
- Під час передсезонного матчу «Баварія» — «Барселона» вручив барретіну Ліонелю Мессі.
- Незадовго до Олімпіади в Пекіні Джиммі зробив політичну заяву — взяв участь у півфіналі Євро-2008 в матчі між Німеччиною і Туреччиною у футболці з написом «Звільніть Тибет».
- 9 червня 2004 року, коли в Барселоні йшов черговий етап Формули-1, він вибіг на трасу в той час, коли пілоти болідів робили розминкове коло.
- У 2007 році на чемпіонаті світу з регбі у Франції Джиммі Джамп прорвався на поле у фінальному матчі між Англією і ПАР.
- У 2009 році на Відкритому чемпіонаті Франції з тенісу він спробував надіти свою фірмову червону шапку на переможця чемпіонату, Роджера Федерера, однак був затриманий охоронцями і згодом був засуджений до 12 місяців тюремного ув'язнення.
- У 2010 році Джиммі Джамп вперше з'явився на сцені конкурсу «Євробачення». Він пробрався на сцену з другого ряду під час виступу іспанського співака Даніеля Діхеса в залі для глядачів мультикомплекса «Теленор Арена» в Осло і більше 15 секунд перебував у кадрі фіналу. Він лише сів поруч зі співаком, розводив руками і посміхався. Служба охорони була не готова до такого повороту подій, тому не одразу вжила заходів щодо його усунення. Через 15 секунд після свого перебування в прямому ефірі, Джиммі Джамп спробував сховатися від охорони, проте був затриманий. Виступ іспанця Даніеля Дігеса тривав далі. У зв'язку зі сформованою ситуацією, виконавчий продюсер «Євробачення» Сванте Стокселіус ухвалив рішення про повторний виступ Іспанії у фіналі після того, як усі країни виступлять під своїми номерами. Таким чином, іспанський співак Даніель Діхес двічі виконав композицію «Algo pequeñito» — під номером 2 і під номером 26, зайнявши в підсумку 15 місце на конкурсі.
- У 2010 році на чемпіонаті світу з футболу в ПАР перед початком фінального матчу Джиммі намагався одягнути на кубок червону шапку, але йому перешкодила охорона [2]. У наслідку оштрафований поліцією ПАР на 175 фунтів (2000 рандів або 280 доларів)
- 3 травня 2011 року з'явився на полі стадіону «Камп Ноу» перед початком 2-го тайму «Ель Класіко» в рамках матчу-відповіді півфіналу Ліги Чемпіонів 2010/11.
- 28 травня 2011 року вибіг на поле стадіону «Вемблі» у другому таймі матчу фіналу Ліги Чемпіонів, між «Барселоною» та «Манчестер Юнайтед» [3].
- 12 травня 2018 року, під час фіналу пісенного конкурсу «Євробачення 2018» в Португалії, вибіг на сцену «Алтіс-Арена», коли виступала учасниця з Великої Британії SuRie, вихопив у неї мікрофон і щось вигукнув [Архівовано 13 травня 2018 у Wayback Machine.]. Його швидко вивели зі сцени і співачка продовжила виступ.